# Carl von Eicken
Carl von Eicken, nemški general in vojaški zdravnik, * 31. december 1873, † 29. junij 1960.

## Življenje
Študij medicine je opravil na univerzah v Kielu, v Ženevi, v Münchnu, v Berlinu in v Heidelbergu (1893–1899).
Nadaljeval je s poučevanjem medicine oz. kirurgije na univerzah v Heidelbergu, v Freiburgu, v Baslu, v Gießnu,... 
Med prvo svetovno vojno je opravljal tudi dolžnost vojaškega zdravnika.
Med letoma 1920 in 1921 je bil rektor Univerze v Gießnu.
Med letoma 1922 in 1931 je deloval na Univerzi v Berlinu. Nato je postal član pruskega državnega sanitarnega posvetovalnega telesa, nato Znanstvenega senata Vojaško-medicinske službe in predsednik Medicinskega združenja v Berlinu.
Leta 1953 je postal zaslužni znanstvenik ljudstva.